# Aptychella proligera
Aptychella proligera là một loài Rêu trong họ Sematophyllaceae. Loài này được (Broth.) Herzog mô tả khoa học đầu tiên năm 1916.